# Kap Verdes administrativa indelning
Kap Verde är indelad 22 concelhos (kommuner) och de är i sin tur indelade i 32 freguesias (församlingar).

## Indelning

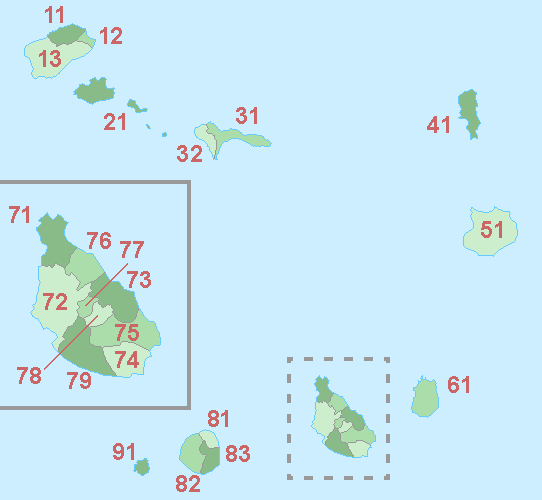
Kap Verdes kommuner

Ögruppen Barlavento:
| Ö           | Kommun                  | Nr | Församling                  |
| ----------- | ----------------------- | -- | --------------------------- |
| Santo Antão | Ribeira Grande          | 21 | Nossa Senhora do Rosário    |
| Santo Antão | Ribeira Grande          | 21 | Nossa Senhora do Livramento |
| Santo Antão | Ribeira Grande          | 21 | Santo Crucifixo             |
| Santo Antão | Ribeira Grande          | 21 | São Pedro Apóstolo          |
| Santo Antão | Paul                    | 22 | Santo António das Pombas    |
| Santo Antão | Porto Novo              | 20 | São João Baptista           |
| Santo Antão | Porto Novo              | 20 | Santo André                 |
| São Vicente | São Vicente             | 19 | Nossa Senhora da Luz        |
| Santa Luzia | São Vicente             | 19 | Nossa Senhora da Luz        |
| São Nicolau | Ribeira Brava           | 17 | Nossa Senhora da Lapa       |
| São Nicolau | Ribeira Brava           | 17 | Nossa Senhora do Rosário    |
| São Nicolau | Tarrafal de São Nicolau | 18 | São Francisco               |
| Sal         | Sal                     | 16 | Nossa Senhora das Dores     |
| Boa Vista   | Boa Vista               | 15 | Santa Isabel                |
| Boa Vista   | Boa Vista               | 15 | São João Baptista           |

Ögruppen Sotavento:
| Ö        | Kommun                     | Nr | Församling                 |
| -------- | -------------------------- | -- | -------------------------- |
| Maio     | Maio                       | 14 | Nossa Senhora da Luz       |
| Santiago | Praia                      | 6  | Nossa Senhora da Graça     |
| Santiago | São Domingos               | 5  | Nossa Senhora da Luz       |
| Santiago | São Domingos               | 5  | São Nicolau Tolentino      |
| Santiago | Santa Catarina             | 9  | Santa Catarina             |
| Santiago | São Salvador do Mundo      | 3  | São Salvador do Mundo      |
| Santiago | Santa Cruz                 | 4  | Santiago Maior             |
| Santiago | São Lourenço dos Órgãos    | 8  | São Lourenço dos Órgãos    |
| Santiago | Ribeira Grande de Santiago | 7  | Santíssimo Nome de Jesus   |
| Santiago | Ribeira Grande de Santiago | 7  | São João Baptista          |
| Santiago | São Miguel                 | 2  | São Miguel Arcanjo         |
| Santiago | Tarrafal                   | 1  | Santo Amaro Abade          |
| Fogo     | São Filipe                 | 11 | São Lourenço               |
| Fogo     | São Filipe                 | 11 | Nossa Senhora da Conceição |
| Fogo     | Santa Catarina do Fogo     | 12 | Santa Catarina do Fogo     |
| Fogo     | Mosteiros                  | 13 | Nossa Senhora da Ajuda     |
| Brava    | Brava                      | 10 | São João Baptista          |
| Brava    | Brava                      | 10 | Nossa Senhora do Monte     |